# Ferrovia Oberglatt-Niederweningen
La ferrovia Oberglatt-Niederweningen (nota anche come Wehntalbahn) è una linea ferroviaria a scartamento normale della Svizzera.

## Storia
I primi progetti per una strada ferrata nell'Unterland Zurighese risalgono agli anni Cinquanta del XIX secolo, ma non vennero realizzati per mancanza di liquidità. Nel 1862 venne presentata al governo cantonale zurighese la proposta di una linea tra Oerlikon e Bülach, con diramazione Oberglatt-Dielsdorf (da esercitarsi quest'ultima con trazione animale).
Nel luglio 1863 venne ottenuta la concessione della linea, affidata alla società Bülach-Regensbergerbahn (BR), partecipata dalla Schweizerische Nordostbahn (NOB), dal canton Zurigo e dai comuni interessati; la NOB avrebbe costruito ed esercitato la ferrovia. Nel 1864 si decise di esercitare anche la Oberglatt-Dielsdorf con trazione a vapore.
La linea venne inaugurata il 30 aprile 1865, entrando in servizio il giorno successivo: il primo orario prevedeva tre coppie di treni tra Zurigo e Bülach e sei sulla diramazione Oberglatt-Dielsdorf: per l'esercizio la BR possedeva quattro locomotive a vapore a due assi e nove carrozze. La linea divenne popolarmente nota con i soprannomi "Herdöpfelbahn" (dalla merce più frequentemente trasportata, la patata, in svizzero tedesco "Herdöpfel"), e "Gabeleisenbahn" (per la sua forma a "Y").
Nel 1877 la NOB rilevò la BR; sotto la gestione NOB, il 12 agosto 1891, la diramazione per Dielsdorf venne prolungata fino a Niederweningen.
La NOB venne nazionalizzata il 1º gennaio 1902: le sue linee entrarono a far parte delle Ferrovie Federali Svizzere (FFS).
Nel 1892 i comuni della valle della Surb, nel vicino canton Argovia, chiesero ed ottennero la concessione per il prolungamento della linea da Niederweningen a Döttingen, sulla ferrovia Turgi-Koblenz-Waldshut, con fermate intermedie a Schneisingen-Murzeln, Lengnau, Oberendingen e Tegerfelden. Caduto il progetto, ne venne presentato uno nuovo nel 1911, e il 23 dicembre 1915 l'Assemblea federale approvò la legge per costruzione della Surbtalbahn. La linea non venne mai costruita a causa della prima guerra mondiale; nel 1921 vennero in sua vece istituite, in accordo tra FFS e amministrazione postale, due linee autopostali (Baden-Ehrendingen e Lengnau-Endingen-Siggenthal), e l'autorizzazione venne abrogata con un'altra legge nel 1937. Fino al 1971 le tariffe per i viaggi attraverso la valle della Surb erano calcolate come se la Surbtalbahn fosse stata effettivamente costruita, e le FFS coprivano in parte il deficit della linea autopostale.
Il 15 maggio 1938 venne aperto il prolungamento, lungo circa un chilometro, dalla vecchia stazione di Niederweningen (ribattezzata Niederweningen Dorf) a quella nuova. La costruzione del prolungamento fu realizzata su iniziativa della Bucher-Guyer, azienda produttrice di macchinari con sede a Niederweningen.
La linea fu elettrificata il 29 maggio 1960, ultima tratta delle FFS ad esserlo insieme alla ferrovia Cadenazzo-Luino.

## Caratteristiche
La ferrovia, a scartamento normale, è lunga 12,04 km, è elettrificata a corrente alternata monofase con la tensione di 15.000 V alla frequenza di 16,7 Hz; la pendenza massima è del 20 per mille. È interamente a binario unico.

### Percorso
| Continuation backward |

| Station on track |

| Unknown route-map component "CONTgq" | Unknown route-map component "ABZgr" |  |

| Unknown route-map component "exCONTgq" | Unknown route-map component "eKRZu" | Unknown route-map component "exCONTfq" |

| Stop on track |

| Station on track |

| Stop on track |

| Stop on track |

| Stop on track |

| End station |

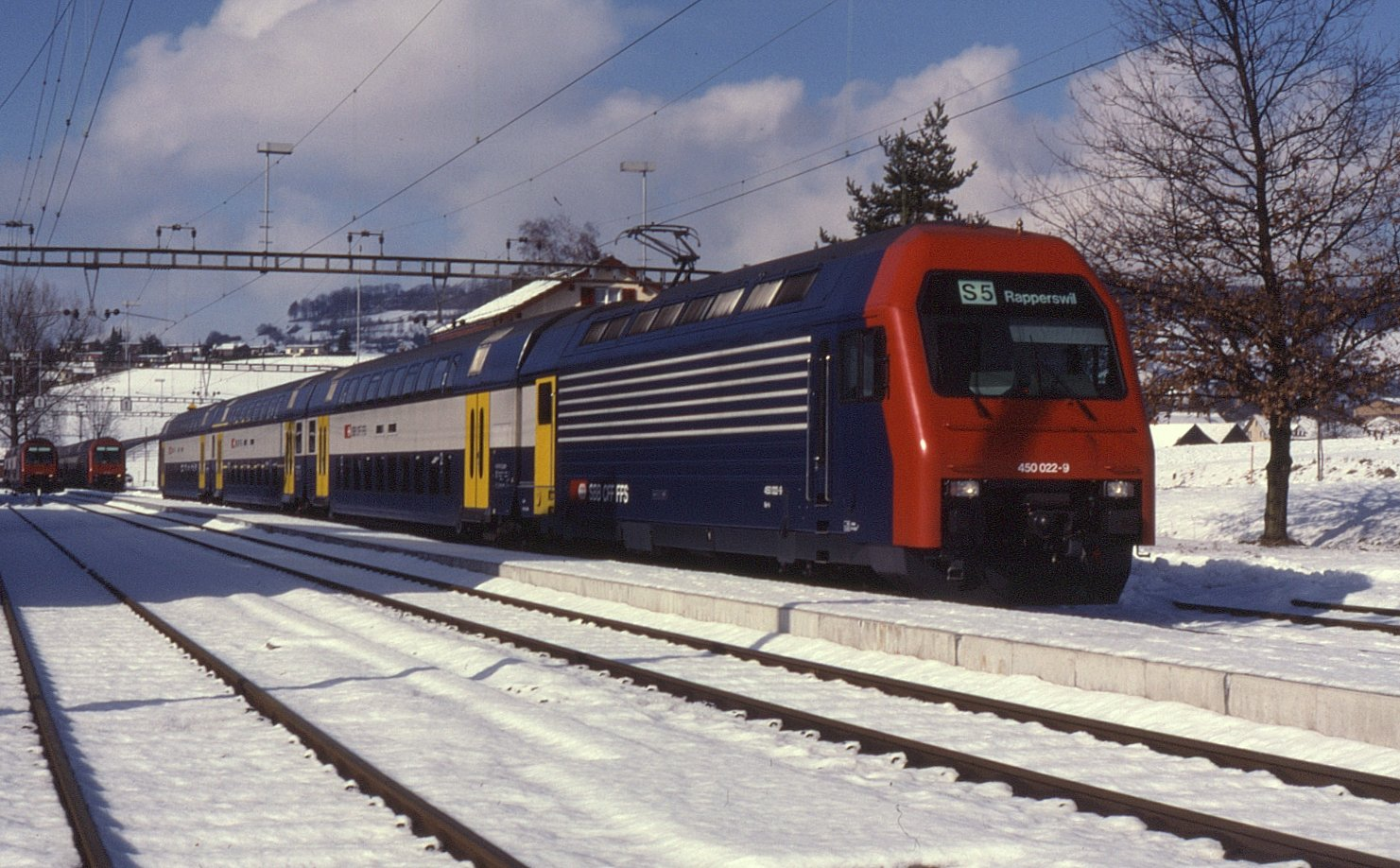
Un convoglio della rete celere di Zurigo trainato dalla locomotiva Re 450 022 al capolinea di Niederweningen (1991)

La linea parte dalla stazione di Oberglatt, sulla linea Oerlikon-Bülach. Prima di Niederhasli la linea sottopassa la ferrovia Bülach-Baden, chiusa al traffico dal 1937 e utilizzata come raccordo industriale. Superata Dielsdorf, la linea corre parallela al fiume Surb, fino al capolinea di Niederweningen.